# 74-я улица — Бродвей / Рузвельт-авеню (Нью-Йоркское метро)
74-я улица — Бродвей / Рузвельт-авеню (англ. Jackson Heights — Roosevelt Avenue / 74th Street — Broadway) — один из многочисленных пересадочных узлов Нью-Йоркского метрополитена. Этот пересадочный узел находится на площади, которая образуется при пересечении 74-й улицы, Бродвея и Рузвельт-авеню. Это вторая по загруженности станция метро в Куинсе (первую строчку занимает Флашинг — Мейн-стрит).

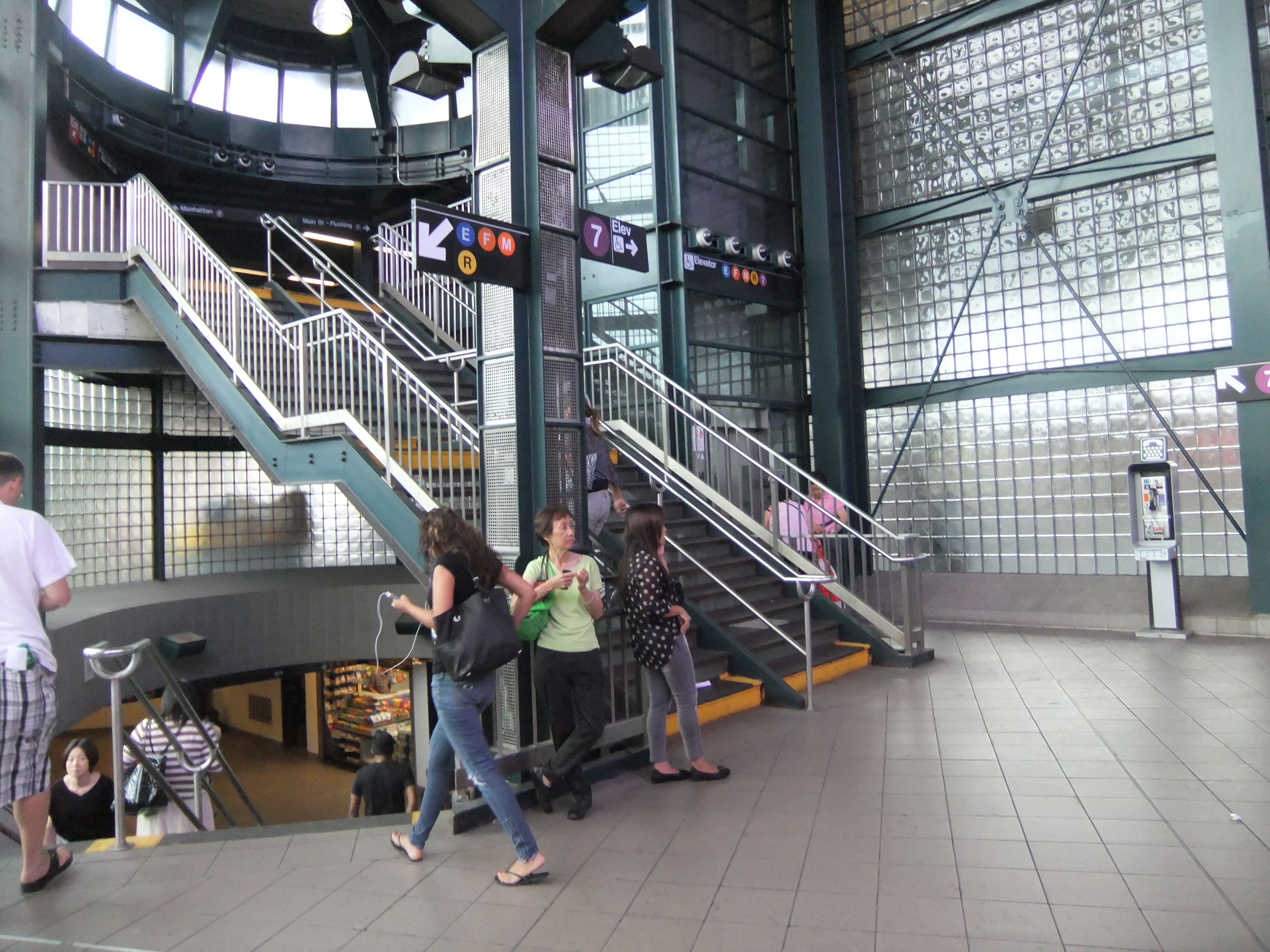
Переход между двумя станциями

В пересадочный узел входят станции следующих линий:
- линия Куинс-бульвара, Ай-эн-ди,
- линия Флашинг, Ай-ар-ти.

На станциях пересадочного узла останавливаются маршруты:
- 7, E, F (круглосуточно),
- <F> (в часы пик в пиковом направлении),
- M (в будни днём и вечером),
- R (круглосуточно, кроме ночи).

## Платформы линии Флашинг, Ай-ар-ти
|   |     |     |     |   |
| · | · л | · э | · л | · |

|   |     |     |     |   |
| · | · л | · э | · л | · |

«74-я улица — Бродвей» (англ. 74th Street–Broadway) — станция Нью-Йоркского метрополитена, расположенная на линии Флашинг, Ай-ар-ти.  На станции останавливается маршрут 7 (круглосуточно). Станцию проходит без остановки маршрут <7> (в часы пик в пиковом направлении). Станция расположена в Джэксон-Хайтс, Куинс, на пересечении 74-й улицы, Бродвея и Рузвельт-авеню.
Станция имеет эстакадное расположение. Она была открыта 21 апреля 1917 года в составе третьей очереди линии Флашинг, Ай-ар-ти. Она расположена на трёхпутном участке линии и состоит из двух боковых платформ, обслуживающих только внешние локальные пути. Центральный путь платформой не оборудован, а экспресс-поезда на станции не останавливаются, однако до и после станции установлены стрелочные переводы, позволяющие поезду, пришедшему по экспресс-пути, перейти на локальный путь, остановиться у платформы и вернуться на экспресс-путь.
Под платформами станции располагаются два типовых эстакадных мезонина: два специальных эстакадных помещения, в которых располагаются кассы и турникетный павильон. Оба мезонина располагаются ближе к концам платформ, причём внешне они похожи друг на друга. В мезонине, осуществляющем выход на 73-ю улицу, отсутствуют кассы (они располагаются в вестибюле соседней станции пересадочного узла). Каждый из мезонинов соединён переходом с соседней станцией — Джексон-Хайтс — Рузвельт-авеню. Оба этих перехода оборудованы эскалаторами. Также в 2005 году было завершено строительство нового здания станции.
До 1949 года эта часть линии Флашинг (Ай-ар-ти) использовалась двумя компаниями — Ай-ар-ти (англ. IRT) и Би-эм-ти (англ. BMT), вместе со станциями линии Астория (Би-эм-ти). Некоторое время платформы станции даже были разделены на две части, каждая из которых обслуживала поезда только своей одной компании. Подобный режим работы был характерен для всех станций «двойного использования».

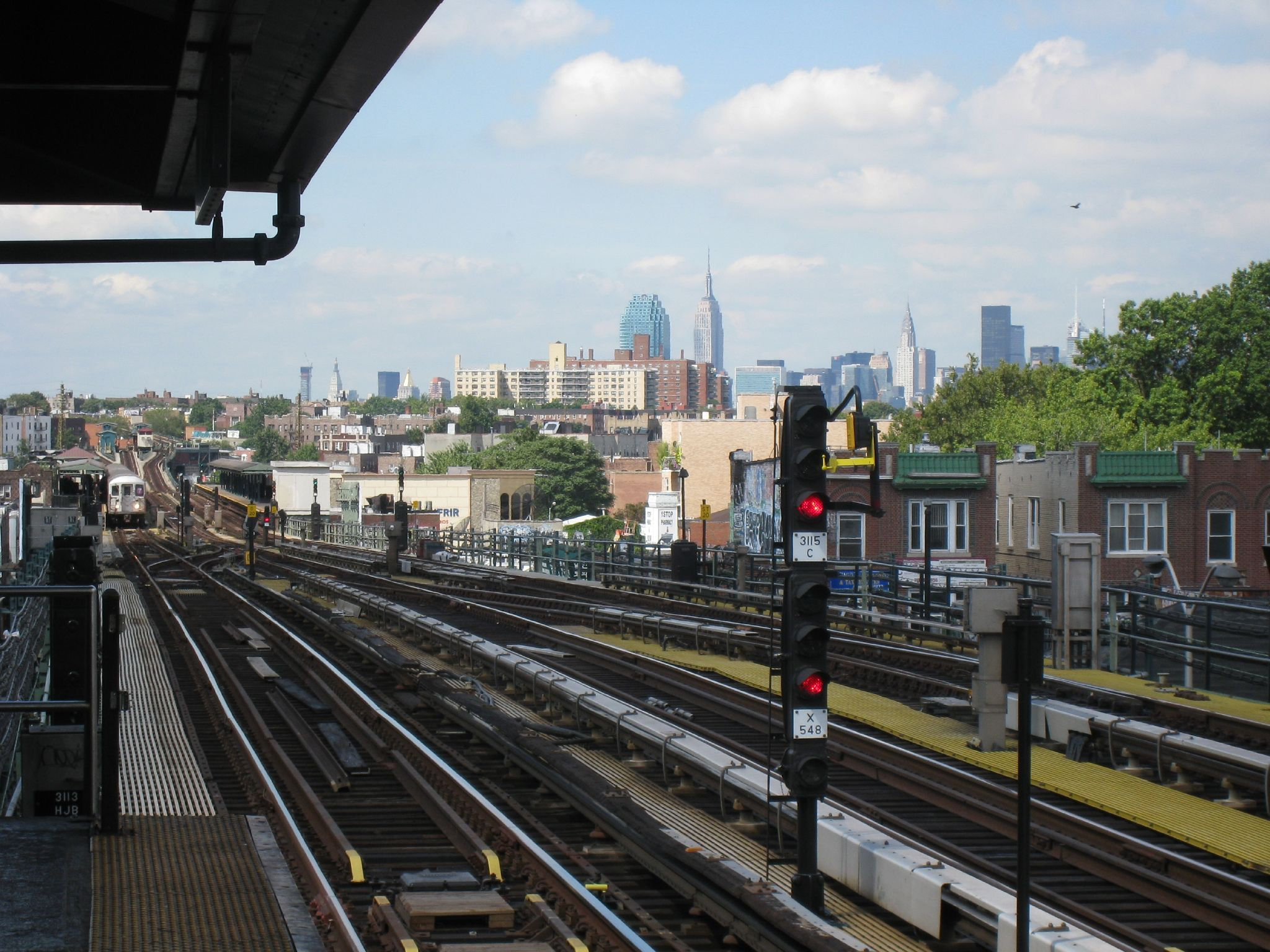
Вид со станции в сторону Манхэттена

## Платформы линии Куинс-бульвара, Ай-эн-ди
|     |   |   |     |     |   |   |     |
| · л | · | · | · э | · э | · | · | · л |

|     |   |   |     |     |   |   |     |
| · л | · | · | · э | · э | · | · | · л |

«Джексон-Хайтс — Рузвельт-авеню» (англ. Jackson Heights–Roosevelt Avenue) — станция Нью-Йоркского метрополитена, расположенная на линии Куинс-бульвара, Ай-эн-ди.  На станции останавливаются маршруты: E (круглосуточно), F (круглосуточно), <F> (в часы пик в пиковом направлении), M (в будни днём и вечером) и R (круглосуточно, кроме ночи). Экспресс-пути используются маршрутами: E (круглосуточно, кроме ночи), F (круглосуточно) и <F> (в часы пик в пиковом направлении). Локальные пути используются маршрутами: E (ночью), M (в будни днём и вечером) и R (круглосуточно, кроме ночи). Станция подземная, мелкого заложения, расположена на четырёхпутном участке линии.
Имеются две островные платформы, с северной отправляются поезда на Манхэттен, с южной — в сторону Форест-Хилс. Так как каждая из платформ обслуживает как локальный, так и экспресс-путь линии, то на станции производится остановка всех проходящих через неё маршрутов. Стены станции отделаны плиткой средних размеров: белой и синей (последней отделана полоса под потолком и на уровне окон поезда). Название станции представлено как на стенах, так и в виде стандартных чёрных указателях на опорах, также отделанных белой плиткой. Станция проходила реконструкцию в 2006 — 2007 годах.
Выход со станции производится через турникетный зал, расположенный в мезонине в центральной части платформ. С мезонина ведёт переход на соседнюю станцию. С запада от станции расположены многочисленные съезды, не используемые для регулярного движения.
Западнее мезонина расположена закрытая островная платформа Ай-эн-ди, которая никогда не использовалась для посадки и высадки пассажиров. Согласно проекту, к этой платформе из Манхэттена должны были прибывать поезда, для которых планировалось сделать эту станцию конечной. На стенах имеются мозаики с её названием (оно аналогично названию действующей платформы — «Джексон-Хайтс — Рузвельт-авеню»). Однако пути так и не были проложены, остались только «канавы» по краям платформы. Тоннели идут дальше и подсоединяются к тоннелям локальных путей действующей линии.

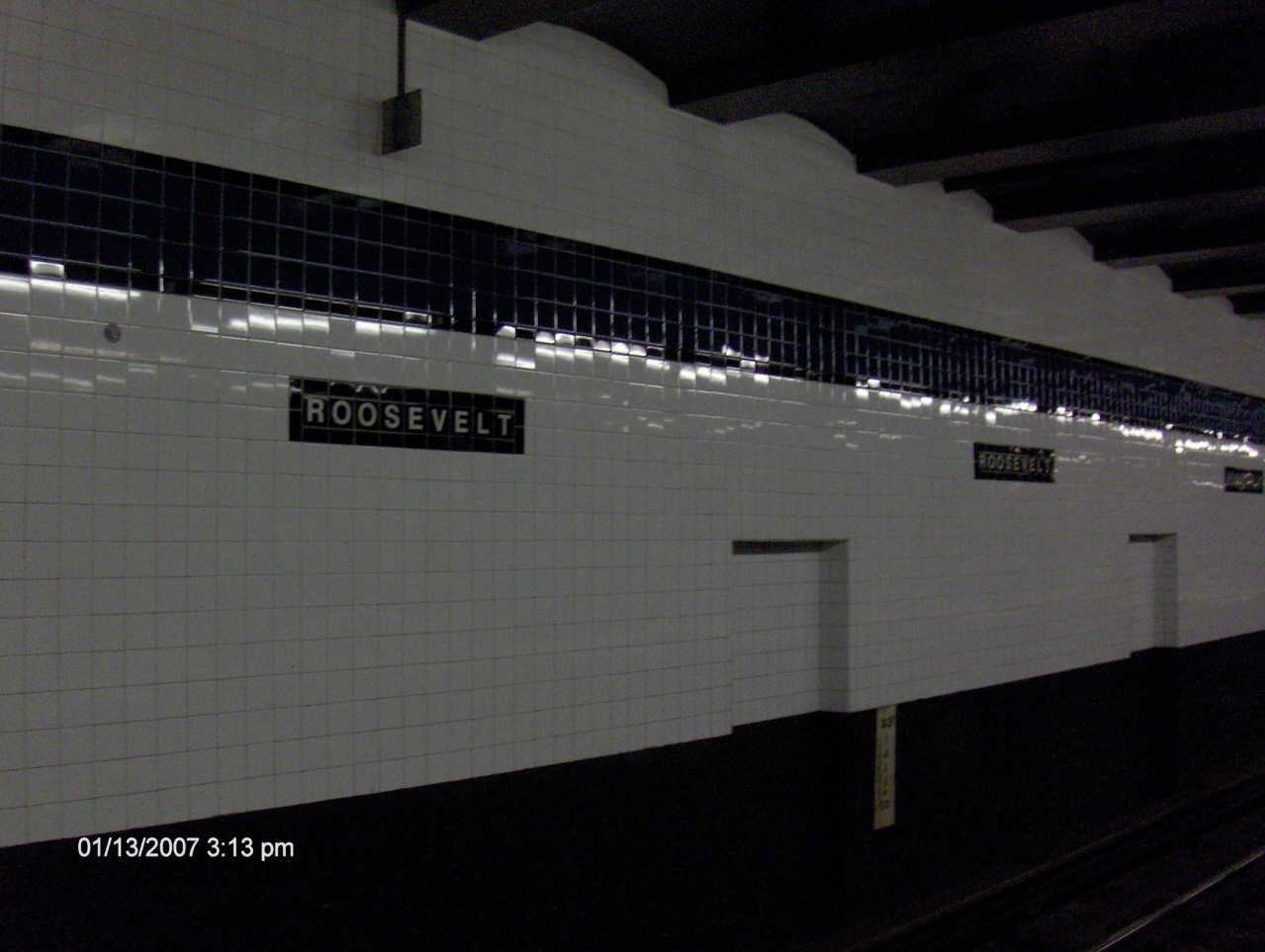
Отреставрированная отделочная плитка станции после реконструкции 2007 года

## Соседние станции
| Условные обозначения |
| для дней и часов работы маршрутов (более точно указано во всплывающих подсказках при этих обозначениях): |
| --- |
| круглосуточно круглосуточно, кроме ночи круглосуточно, кроме будней днём (либо часов пик) в пиковом направлении в будни днём (и, возможно, вечером) в будни круглосуточно в часы пик в будни днём (либо в часы пик) в пиковом направлении в будни днём (либо в часы пик) в направлении, обратном пиковому в выходные ночью ночью и в выходные (и, возможно, вечером) нет движения поездов |

| Предыдущая станция                                              | ЛинияНазвание станции                                         | Следующая станция                                                            |
| --------------------------------------------------------------- | ------------------------------------------------------------- | ---------------------------------------------------------------------------- |
| 82-я улица — Джексон-Хайтс · (7)                                | линия Флашинг, Ай-ар-ти 74-я улица — Бродвей                  | 69-я улица · (7)                                                             |
| Форест-Хилс — 71-я авеню · (E F <F>) · Элмхерст-авеню · (E M R) | линия Куинс-бульвара, Ай-эн-ди Джексон-Хайтс — Рузвельт-авеню | 21-я улица — Куинсбридж · (F <F>) · 65-я улица · (E M R) · Куинс-Плаза · (E) |